# Tarsomegamerus mesozoicus
Tarsomegamerus mesozoicus là một loài bọ cánh cứng trong họ Chrysomelidae. Loài này được Zhang miêu tả khoa học năm 2005.